# Prelatura territorial de Alto Xingu-Tucumã
La prelatura territorial de Alto Xingu-Tucumã (en latín: Praelatura Territorialis Xinguensis Superioris-Tucumanensis y en portugués: Prelazia de Alto Xingu-Tucumã) es una circunscripción eclesiástica de la Iglesia católica en Brasil. Se trata de una prelatura territorial latina, sufragánea de la arquidiócesis de Santarén. Desde el 6 de noviembre de 2019 su prelado es Jesús María López Mauléon, de la Orden de Agustinos Recoletos.

## Territorio y organización
La prelatura territorial tiene 139 418 km² y extiende su jurisdicción sobre los fieles católicos de rito latino residentes en 6 municipios del estado de Pará: Água Azul do Norte, Bannach, Cumaru do Norte, Ourilândia do Norte, São Félix do Xingu y Tucumã.
La sede de la prelatura territorial se encuentra en la ciudad de Tucumã, en donde se halla la Catedral de Nuestra Señora Aparecida.
En 2021 en la prelatura territorial existían 7 parroquias.

## Historia
La prelatura territorial fue erigida el 6 de noviembre de 2019 por el papa Francisco con la bula Super humanas vires, obteniendo su territorio de la prelatura territorial de Xingu, simultáneamente suprimida, y de la diócesis de Marabá. Al mismo tiempo proclamó a la Santísima Virgen María, venerada con el título de Nuestra Señora Aparecida, como patrona principal de la prelatura territorial.

## Estadísticas
Según el Anuario Pontificio 2022 la prelatura territorial tenía a fines de 2021 un total de 164 064 fieles bautizados.
| Año                                                                             | Población            | Población | Población      | Sacerdotes | Sacerdotes    | Sacerdotes    | Bautizados por sacerdote | Diáconos permanentes | Religiosos | Religiosos | Parroquias |
| Año                                                                             | Bautizados católicos | Total     | % de católicos | Total      | Clero secular | Clero regular | Bautizados por sacerdote | Diáconos permanentes | Varones    | Mujeres    | Parroquias |
| ------------------------------------------------------------------------------- | -------------------- | --------- | -------------- | ---------- | ------------- | ------------- | ------------------------ | -------------------- | ---------- | ---------- | ---------- |
| 2019                                                                            | 130 000              | 238 424   | 54.5           | 10         | 1             | 9             | 13 000                   |                      |            | 5          | 5          |
| 2020                                                                            | 179 385              | 254 482   | 70.5           | 11         | 3             | 8             | 16 308                   |                      | 8          | 6          | 7          |
| 2021                                                                            | 164 064              | 254 882   | 64.4           | 12         | 1             | 11            | 13 672                   |                      | 11         | 5          | 7          |
| Fuente: Catholic-Hierarchy, que a su vez toma los datos del Anuario Pontificio. |                      |           |                |            |               |               |                          |                      |            |            |            |

## Episcopologio
- Jesús María López Mauléon, O.A.R., desde el 6 de noviembre de 2019